# Фронтовка
Фронто́вка (укр. Фронтівка) — село на Украине, находится в Оратовской поселковой общине Винницкого района Винницкой области. Расположено по обоим берегах реки Горный Тикич. В селе находится остановочный пункт Фронтовка.
Код КОАТУУ — 0523185801. Население по переписи 2001 года составляет 733 человека. Почтовый индекс — 22654. Телефонный код — 4330. Занимает площадь 2,168 км².

## История
По данным Сказания о населенных местностях Киевской губернии 1864 года село раньше называлось Франкополем, по имени Францишки, дочери Адама Ворцеля, поселившей здесь первоначально несколько жителей. В церковной эрекции 1754 года графиня Францишка Ворцель говорит: «выдаю сію эрекцію для Франкополя, принадлежащаго къ мѣстечку Балабановкѣ изь имѣній моихъ». 
На тот момент в селении проживало: 928 православных, 30 римских католиков и 15 евреев. Во Фронтовке располагалась деревянная Димитриевская церковь, построенная в 1754 году.
По состоянию на 1885 год в бывшем владельческом селе Подвысочанской волости Липовецкого уезда Киевской губернии проживало 893 человека, насчитывалось 105 дворовых хозяйств, существовали православная церковь, школа, 3 постоялых двора и ветряная мельница.
По результатам переписи 1897 года количество жителей возросло до 1345 человек (644 мужского пола и 701 — женского), из которых 1305 — православной веры.
В 1926 году в селе была создана комсомольская организация, а в 1933 — партийная организация, где по данным на 1972 год состояли 45 коммунистов и 95 комсомольцев.
В История городов и сёл Украинской ССР 1972 года население Фронтовки составляло 1472 человека. Кроме того, указано:
В селе расположен колхоз «Труд». За хозяйством закреплено 1642 га земли, в том числе 1255 га пахотной. Здесь выращивают зерновые и технические культуры, развитое животноводство. На станции Фронтовка находятся свеклоприемный пункт Каменногорского сахарокомбината, перевалочный пункт заготовки Ильинецкого райпотребсоюза.
В советские годы в селе также располагались средняя школа, дом культуры, 3 библиотеки, больница и аптека. Выходила газета «Колхозный труд».
Во время Великой Отечественной войны многие жители Фронтовки входили в подпольную антифашистскую группу, возглавляемую В. Г. Татарчук, а после её гибели – Л. П. Столяр.
В селе расположена братская могила советских воинов, где похоронен герой Советского союза Бондзи Аксентьевич Сордия и другие воины, погибшие при освобождении Фронтовки в 1944 году.
12 июня 2020 года, согласно распоряжению Кабинета министров Украины № 707-р «Об определении административных центров и утверждении территорий территориальных общин Винницкой области», село вошло в состав Оратовской поселковой общины.
19 июля 2020 года, в результате административно-территориальной реформы и ликвидации Оратовского района, село вошло в состав Винницкого района.
Во Фронтовке растёт Дуб Богдана Хмельницкого), возрастом около 500 лет с высотой 14 метров и обхватом около 5 метров. По легенде, Богдан Хмельницкий останавливался возле этого дуба на отдых и привязывал к нему коня. 

## Галерея

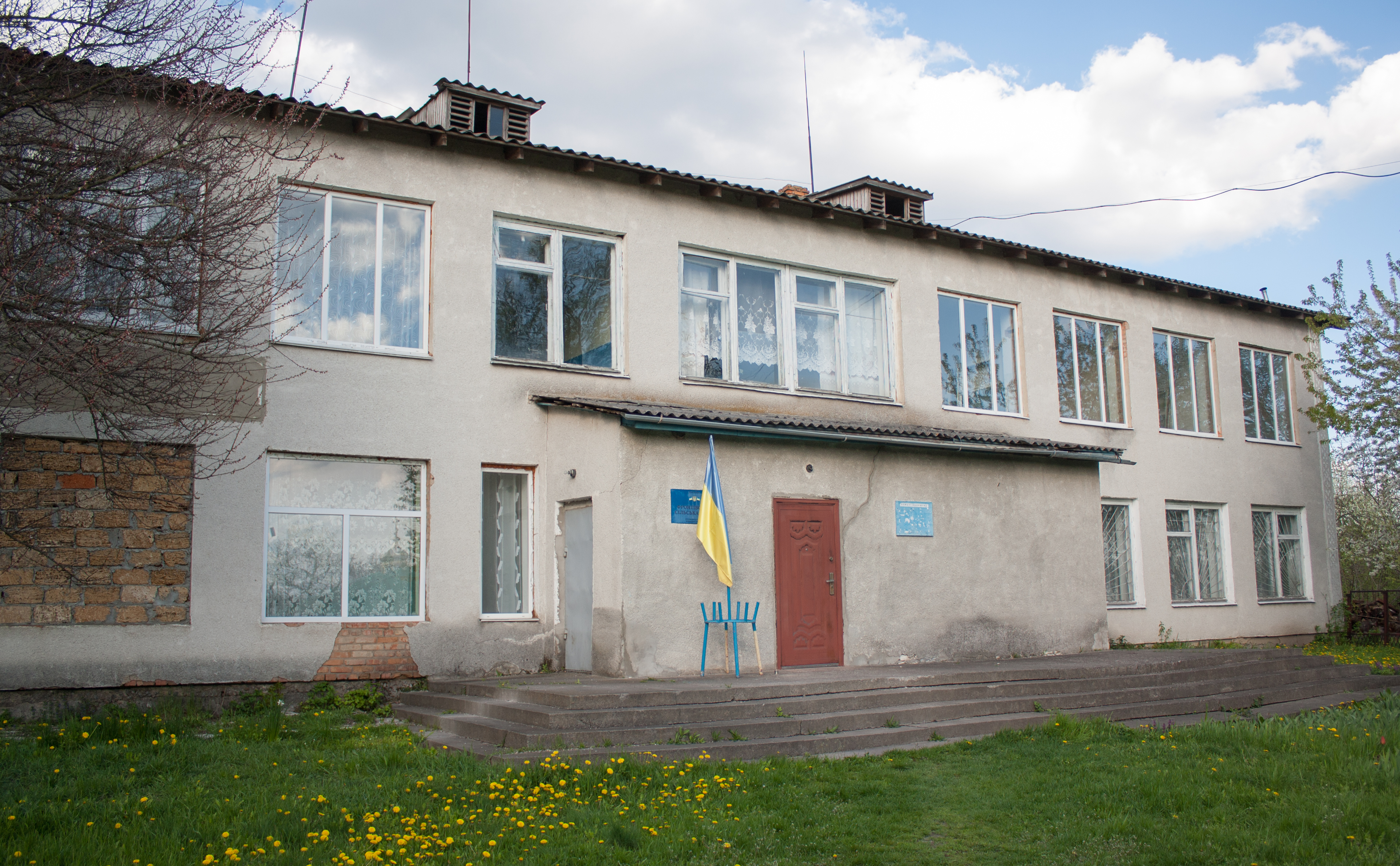
Сельский совет
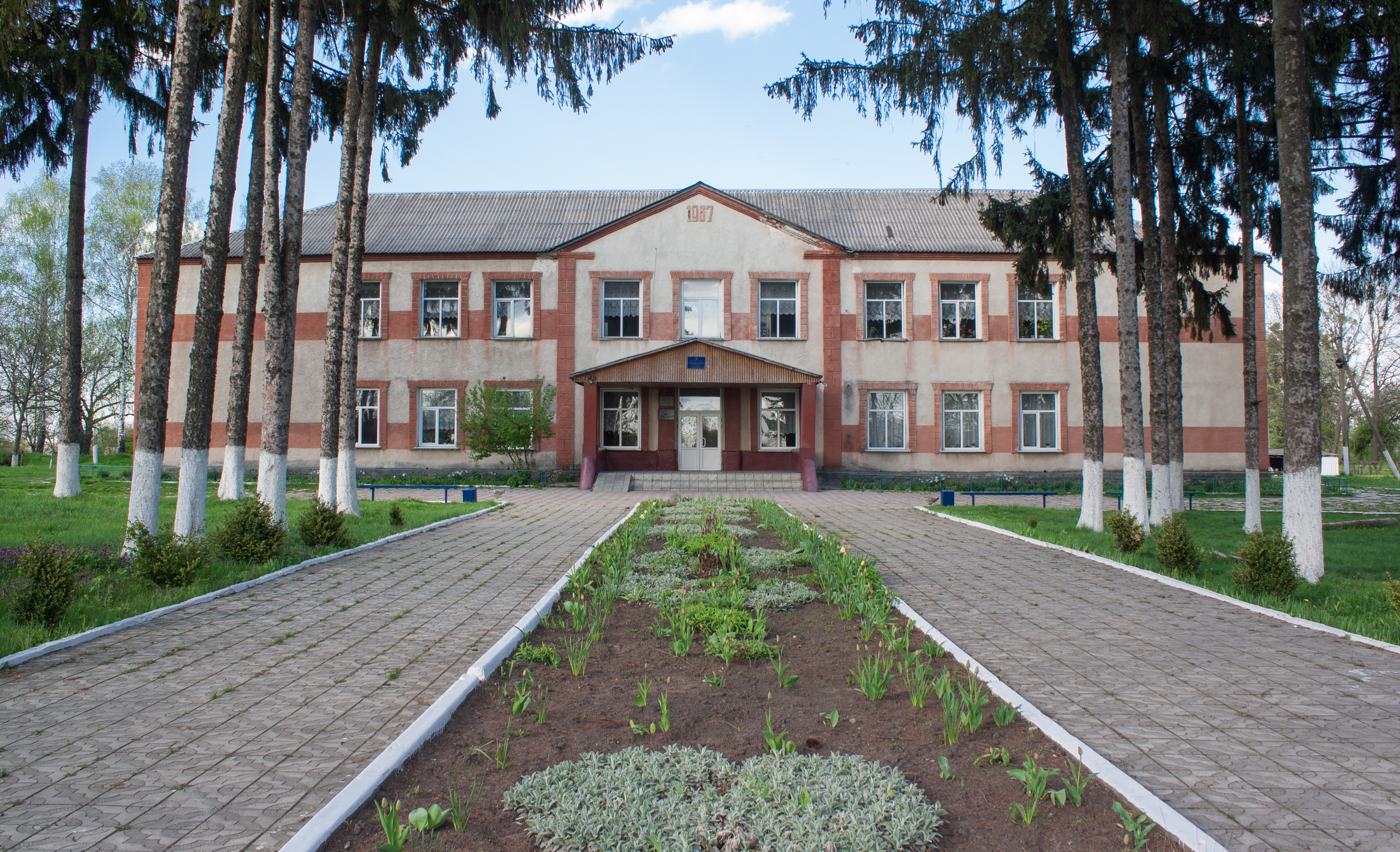
Школа
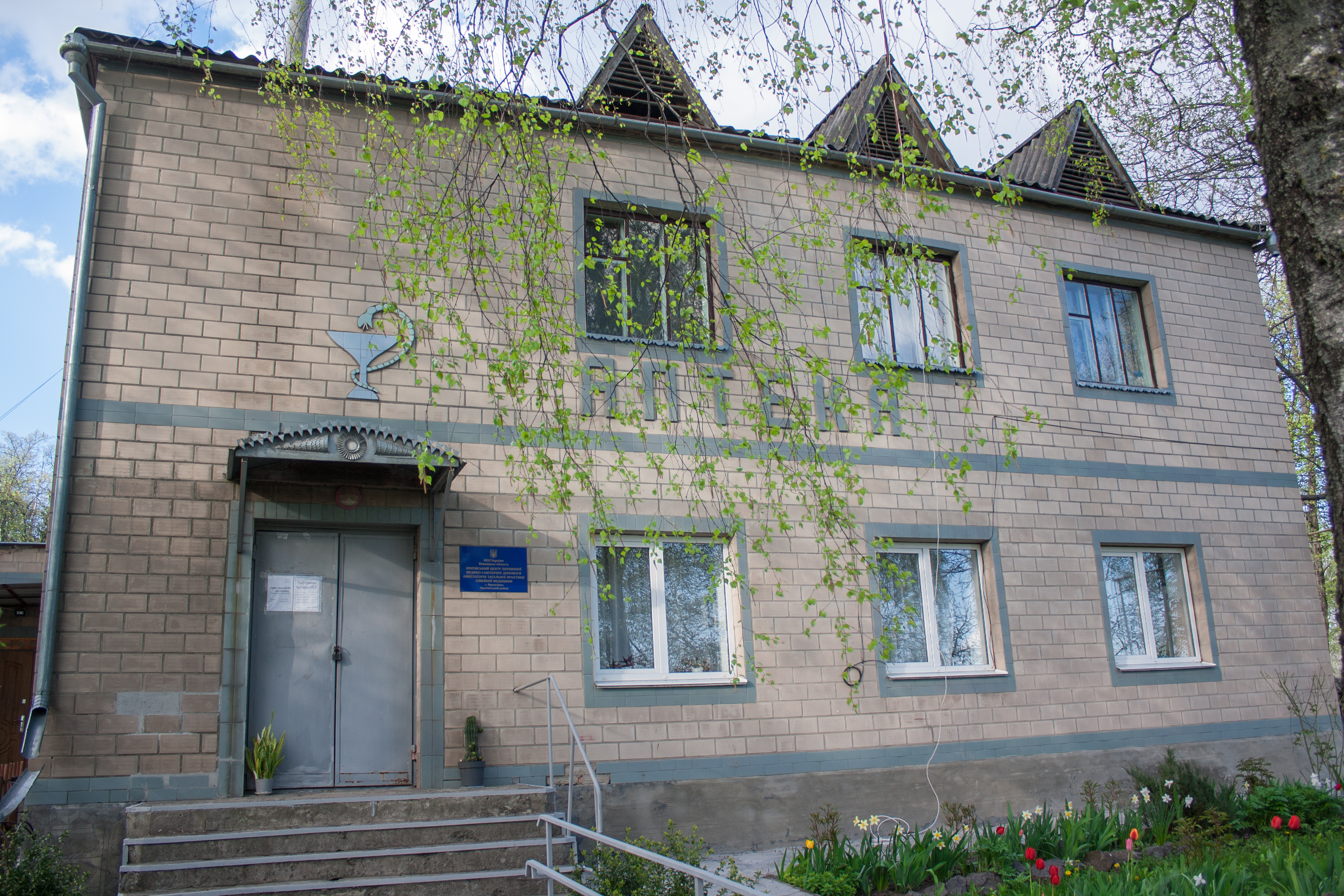
Амбулатория
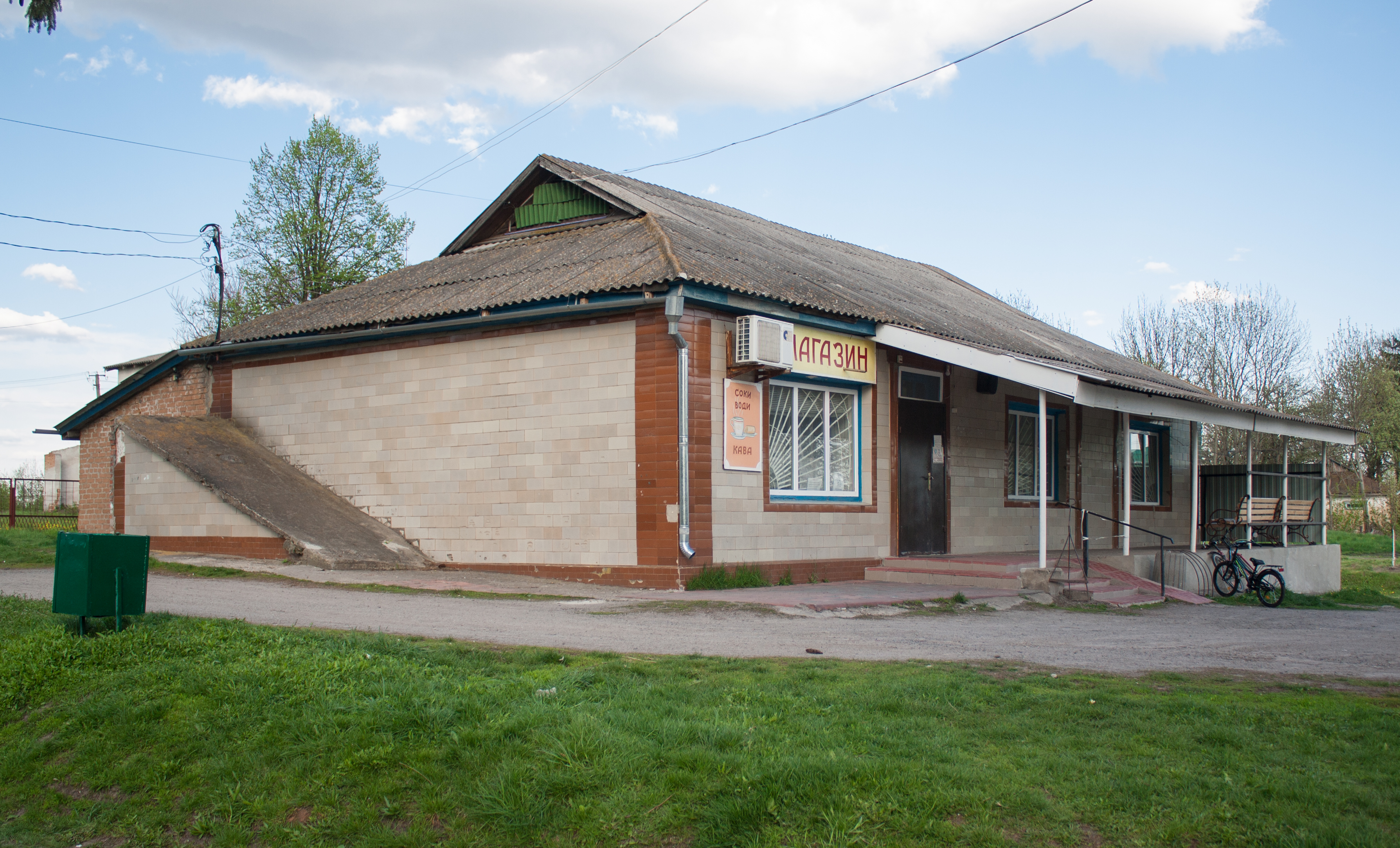
Магазин
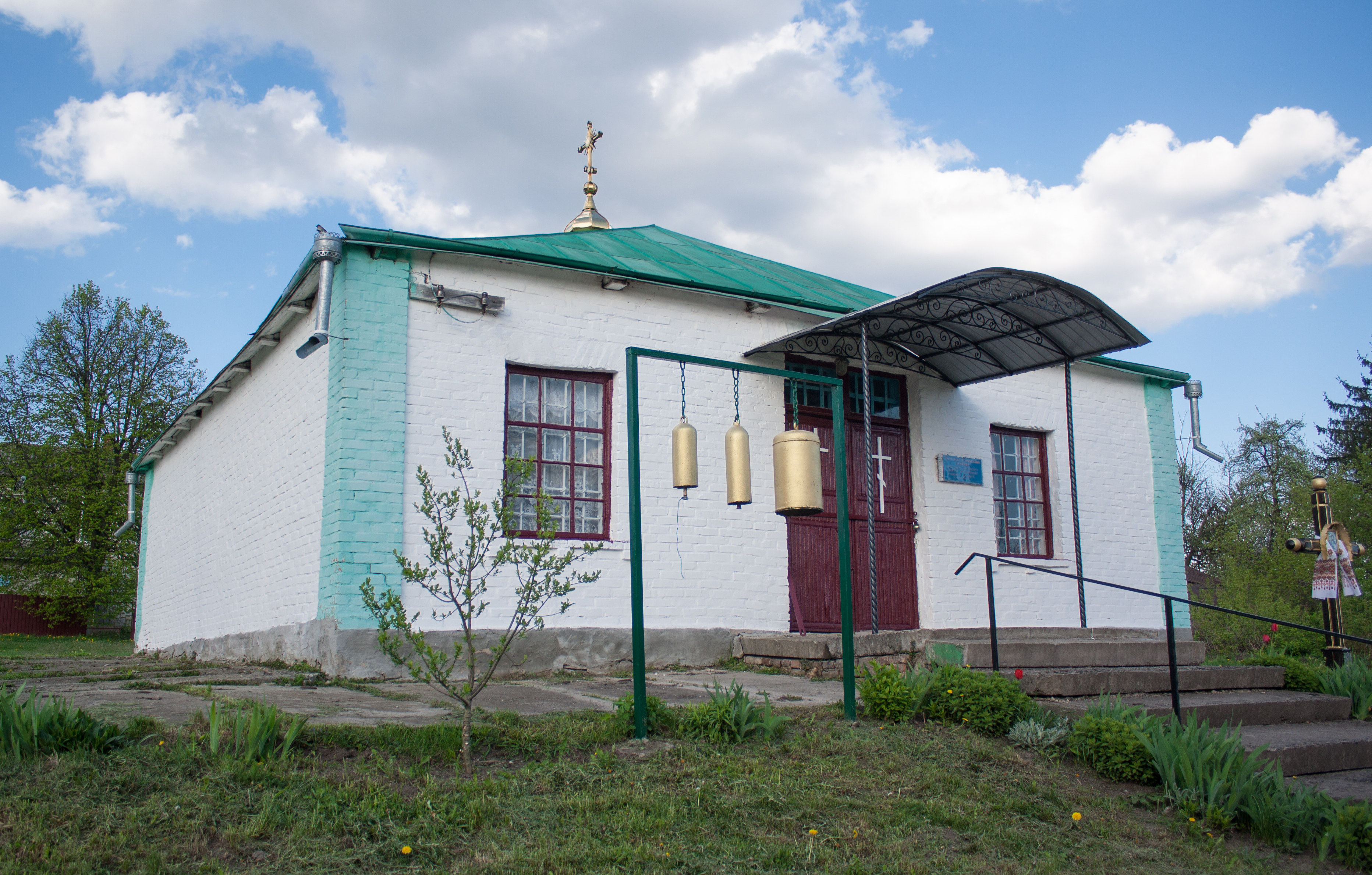
Церковь
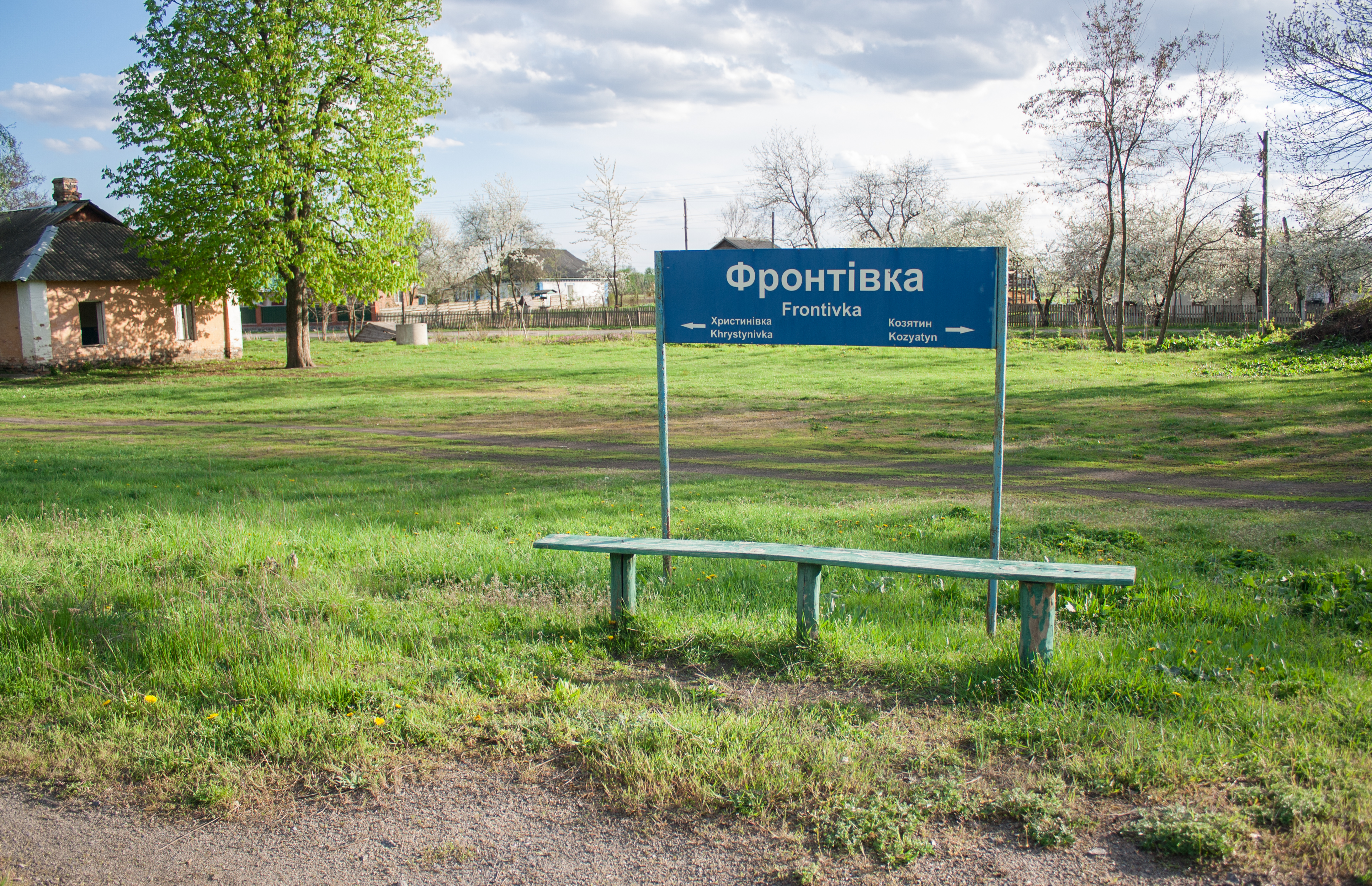
Остановочный пункт Фронтовка
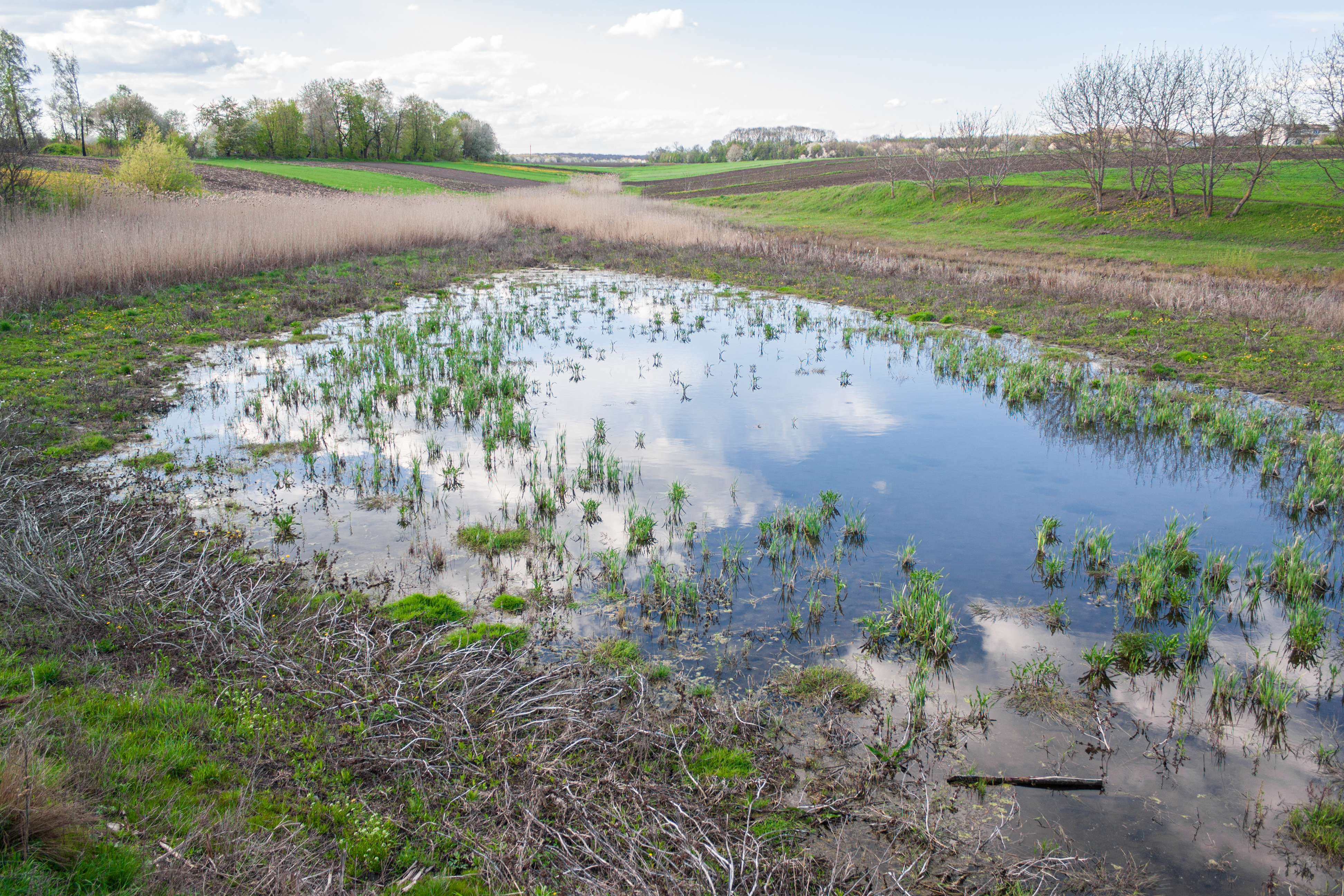
Исток реки Горный Тикич
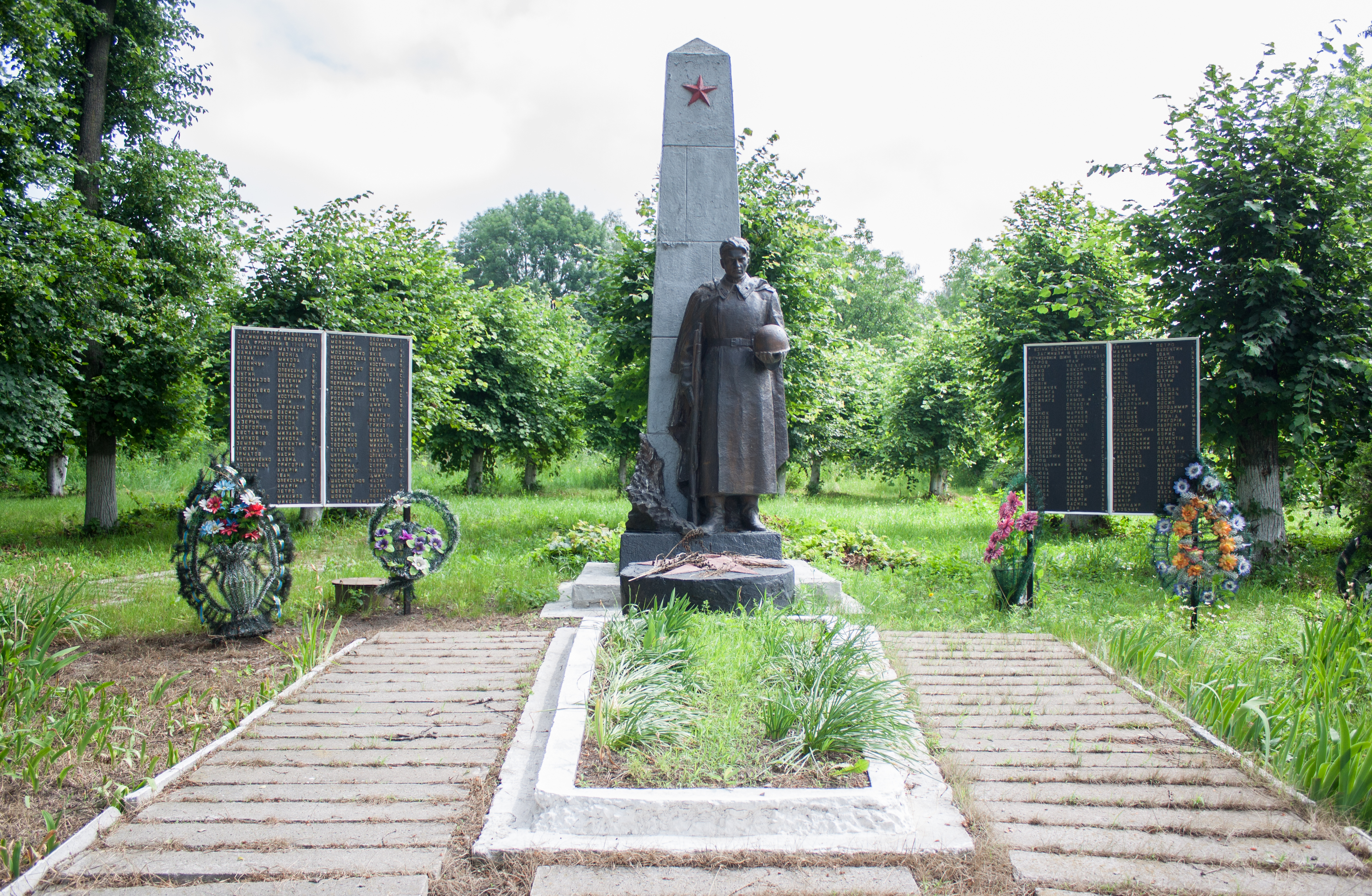
Братская могила советских воинов

## Местная власть
22600, Винницкая область, Винницкий р-н, пгт Оратов, ул. Парковая, 14